# 物理的領域の因果的閉包性
物理的領域の因果的閉包性（ぶつりてきりょういきのいんがてきへいほうせい、英:Causal closure of physics）とは、『どんな物理現象も物理現象のほかには一切の原因を持たない』という経験則である。物理的閉鎖（英:physical closure）、物理的な閉鎖（英:Closed under physics）などとも呼ばれる。心の哲学という哲学の一分科で、心の因果作用（英:Causal efficacy of mind, この世界において意識やクオリアが持つ因果的な能力、すなわちほかのものの原因となることが出来る能力、言い換えれば意識やクオリアが諸現象の因果連鎖の網の目の中でとるポジション）について議論するさいに、主に物理主義の立場から、二元論への反論として提示される。

## 因果的閉包性とは
物理的領域の因果的閉包性とは、「物理現象の原因としては物理現象だけを考えれば十分で、それ以外の要素について考える必要がない」と言い換えることも出来る。
例えば物理的領域の因果的閉包性が「明らかに破れているような世界」の一例を紹介してみると、例えば、次のような世界である。
- 普段は物理法則に従って物事が淡々と進んでいる。しかし、時々神が介入して奇跡を起こす。

時々起こる「奇跡」は物理法則以外の事象（神の介入）を原因とするため、こうした世界では物理的領域の因果的閉包性は成立していない。
物理的なものが、厳密な意味で因果的に閉じているのか、という点については、哲学上まだ多くの論点が存在する。量子力学における確率過程の問題から、因果（ヒュームの懐疑）や時間（マクダカート）といったものの実在性に対する問題に至るまで、その範囲は多岐にわたる。
とはいえ、現代の科学では物理的領域の因果的閉包性は基本的な前提とされており、こうした閉包性の問題が議論されることは稀である。
そんな中、因果的閉包性の概念について議論しているのは、主に哲学の一領域である心の哲学においてである。この理由は、次のような問題、例えば「心的なものは物理的なものに対して影響を与えることができるのか」といった問題を論じようとすると、必ず物理的領域の因果的閉包性の話が浮かび上がってくるためである。

## 歴史
デカルトに代表される実体二元論においては、物的なものと心的なものという本質的に異なる二種類のものがこの世に存在すると考えた。そしてこの両者は何らかの形で相互作用するとした。
しかしながらニュートンに始まった機械論的な世界観は、多くの人々の間に物理現象は因果的に閉じているに違いない、という考えを広め、これが随伴現象説を生み出す土壌を形作った。
その後 機械論的な見方は惑星や落体といった一部の物質だけに留まらず、自然現象一般に広くその適用範囲を広げていく。特に20世紀後半ごろから急速に発展した神経科学の莫大な発見の積み重ねから、脳に至ってもやはり、その振る舞いを原子や分子の機械的な挙動の結果として説明できることが明らかになった。これにより心的な性質として理解されていた様々な人間の行動（運動、発話、表情、判断など）も物理的な領域の現象として脳の物質的な要素から説明されることが一般的になり、人間を一種の自動機械（オートマトン）として捉える考え方が非常に根強いものとなる。
しかしその後 心的な性質のうち、現象的意識、クオリアなどといわれる主観的な体験については、物理領域に単純に還元することが難しいのではないか、という問題が、心の哲学の研究者たちを中心に数多く提出されるようになる。因果的閉包性の概念は、こうした心の哲学の分野で、意識やクオリアの自然界での位置づけの議論、『物理現象はそれだけで因果的に閉じているように見えるが、そうすると意識やクオリアの居場所はどこにあるのか』、といった議論を行なう際に登場する概念である。

### 心の因果的締め出し
物理的領域の因果的閉包性を前提にした上で、現象意識やクオリアの位置づけを探った場合、最もシンプルな解答として随伴現象説が帰結する。
随伴現象説では意識やクオリアといった主観的体験は、物理現象に対して何の因果作用ももたないとする（すなわち主観的体験が物理現象の原因となることはない、ということ）。この立場から見ると主観的体験のポジションは、閉じた物理領域に対して、宙ぶらりんな格好になる。そのため随伴現象説における心的なものは、物理現象にぶら下がっているだけの付属物という意味で、「因果的提灯」（いんがてきちょうちん、英:Causal dangler）と呼ばれることもある。
しかし現象意識やクオリアを、物理状態になんの因果作用も引き起こさない随伴現象として位置づけると、そこからはある種のパラドックスが引き起こされる。それは現象意識やクオリアに関して脳が行なっている判断や報告には現象意識やクオリア自体は因果的に一切関わっていないことになる、という問題である。この問題は因果的排除問題（Causal exclusion problem）、または現象判断のパラドックス（Paradox of phenomenal judgement）などと呼ばれる。